# Эскондо
Эскондо́ (фр. Escondeaux, окс. Los Condaus) — коммуна во Франции, находится в регионе Юг — Пиренеи. Департамент — Верхние Пиренеи. Входит в состав кантона Рабастенс-де-Бигор. Округ коммуны — Тарб.
Код INSEE коммуны — 65161.

## География
Коммуна расположена приблизительно в 640 км к югу от Парижа, в 110 км западнее Тулузы, в 14 км к северу от Тарба.
Коммуна расположена в местности Бигорр. На востоке коммуны протекает река Оль.

## Климат
Климат умеренно-океанический с солнечной тёплой погодой и обильными осадками на протяжении практически всего года.

## Население
Население коммуны на 2010 год составляло 253 человека.
| 1962 | 1968 | 1975 | 1982 | 1990 | 1999 | 2010 |
| ---- | ---- | ---- | ---- | ---- | ---- | ---- |
| 144  | 143  | 146  | 153  | 213  | 213  | 253  |

## Администрация
| Период | Период | Фамилия        | Партия | Примечания |
| ------ | ------ | -------------- | ------ | ---------- |
| ?      | 2001   | Жильбер Белак  |        |            |
| 2001   | 2008   | Даниэль Сольве |        |            |
| 2008   | 2020   | Рене Рок       |        |            |

## Экономика
В 2010 году среди 163 человек трудоспособного возраста (15-64 лет) 127 были экономически активными, 36 — неактивными (показатель активности — 77,9 %, в 1999 году было 71,0 %). Из 127 активных жителей работали 114 человек (64 мужчины и 50 женщин), безработных было 13 (5 мужчин и 8 женщин). Среди 36 неактивных 12 человек были учениками или студентами, 10 — пенсионерами, 14 были неактивными по другим причинам.